# Pteris tremula
Pteris tremula là một loài thực vật có mạch trong họ Pteridaceae. Loài này được R. Br. miêu tả khoa học đầu tiên năm 1810.

## Hình ảnh

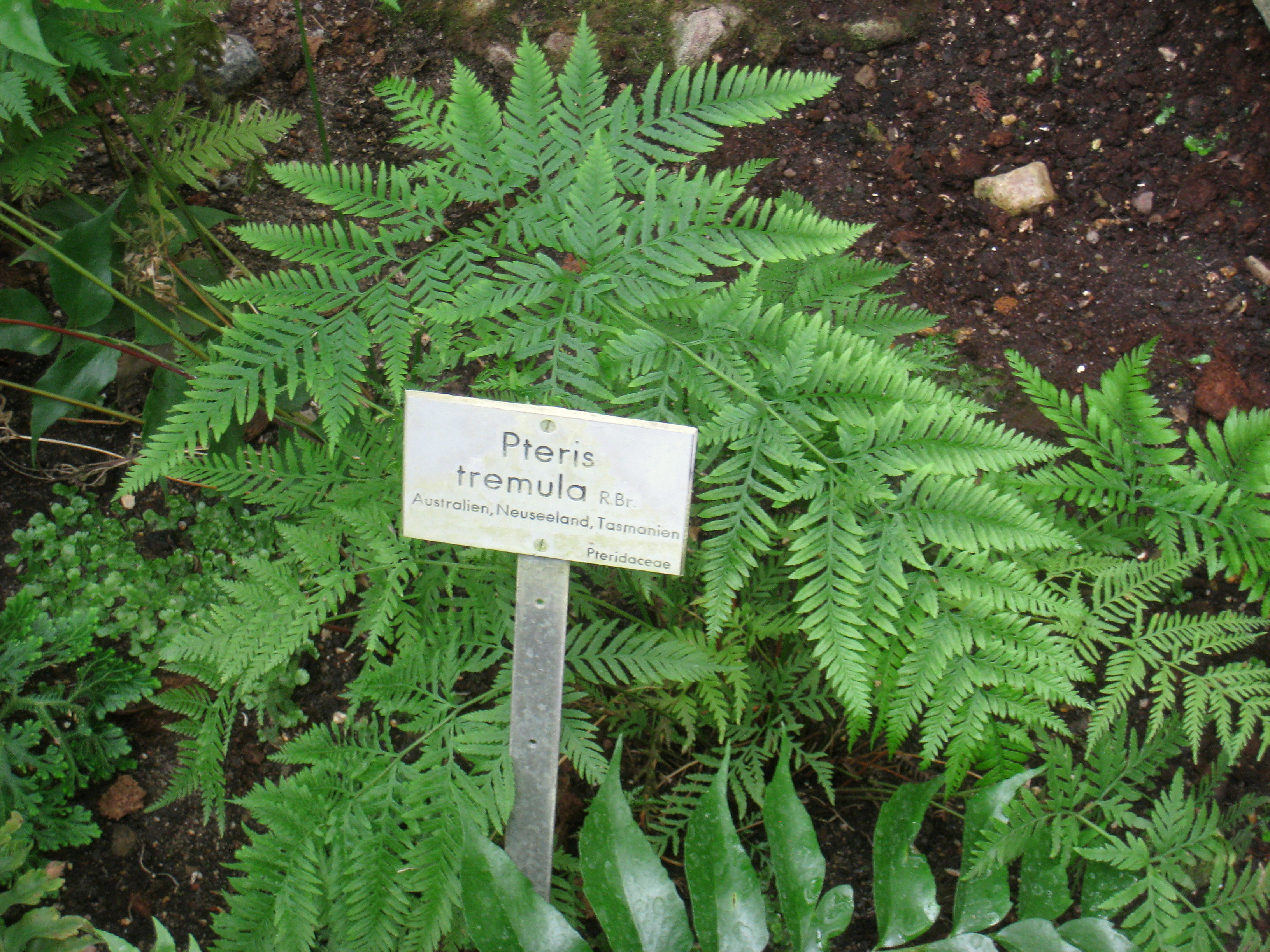